# کیرکلیس
کیرکلیس (به انگلیسی: Kirklees) یک کلان‌شهر مستقل در انگلستان است که در یورک‌شر غربی واقع شده‌است.

## خواهرخوانده
شهرهای بزانسون و برگکامن خواهرخوانده‌های کیرکلیس هستند.